# Liste der Mitglieder der Landstände von Waldeck 1828–1830
Diese Liste nennt die Mitglieder der Landstände von Waldeck 1828–1830.

## Einleitung
Rechtsgrundlage für die Landstände war die Landständische Verfassungsurkunde für das Fürstentum Waldeck vom 19. April 1816, der sogenannte Landesvertrag. Danach bestanden die Landstände wie bisher aus den Besitzern der Rittergüter (Ritterschaft) und den Vertretern der Städte. Hinzu kamen 10 Vertreter des Bauernstandes (je Justizoberamt wurden zwei auf Lebenszeit gewählt) und ein Vertreter der Stadt Arolsen. Die Liste nennt die Abgeordneten zwischen dem 6. Mai 1828 (dem Tag der Eröffnung des 1828er Landtags) und dem 27. Oktober 1830 (dem Tag der Eröffnung des 1830er Landtags). In dieser Zeit fand eine Landtagssession (vom 6. bis 10. Mai 1828) statt. Daneben wurden Beschlüsse im Umlaufverfahren getroffen.

## Liste
Die Mitglieder waren:
| Abgeordneter                               | Wohnort                       | Stand                                       | Anmerkungen |
| ------------------------------------------ | ----------------------------- | ------------------------------------------- | --- |
| Samuel Bach                                | Rhoden                        | kleinere Städte                             | Eingetreten am 14. Februar 1829 für Johannes Haase. Ausgeschieden am 25. Januar 1830. Nachfolger wurde Anton Mertens |
| Carl Bauer                                 | Niederwildungen               | Stadtsekretär                               | Im Januar 1829 ausgeschieden. Nachfolger wurde Wilhelm Gleisner |
| Johann Ludwig von Bourscheid               | auf Nordenbeck                | Ritterschaft                                | Durch den Verkauf des Gutes verlor er seine Landstandschaft. Er wurde dennoch (ggf. irrtümlich) zum 1830er Landtag eingeladen. Am 28. Oktober 1830 trat dann Thomas Canisius als Nachfolger ein.                                                                  |
| Alexander Felix von Dalwigk zu Lichtenfels | auf Züschen                   | Ritterschaft                                | Landstand ab 1810. |
| Carl Dieterichs                            | auf Adorf                     | Ritterschaft                                | |
| Wilhelm Ebersbach                          | Sachsenhausen                 | kleinere Städte                             | Eingetreten am 18. Oktober 1828 als Nachfolger von Friedrich Schulze |
| Christian Philipp Esau                     | Mengeringhausen               | Bürgermeister                               | Ausgeschieden 1825. Nachfolger war Georg Friedrich Klapp |
| Friedrich Ludwig Esau                      | Mengeringhausen               | Bürgermeister                               | Eingetreten im Herbst 1829 für Georg Friedrich Klapp. Ausgeschieden im Herbst 1830. Nachfolger war Georg Friedrich Klapp |
| Jost Gleisner                              | Altwildungen                  | kleinere Städte                             | Ausgeschieden am 10. Oktober 1828. Nachfolger wurde Daniel Kraft |
| Louis Gleisner                             | Arolsen                       | Stadt Arolsen                               | |
| Wilhelm Gleisner                           | Niederwildungen               | Stadtsekretär                               | Eingetreten 1829 für Carl Bauer |
| Heinrich Göbel                             | Freienhagen                   | kleinere Städte                             | Eingetreten im Herbst 1825 für Adam Martin. Ausgeschieden im Herbst 1829. Nachfolger wurde Adam Martin |
| Johannes Göbert                            | Braunau                       | Bauernstand (OJA Eder)                      | |
| Henrich Graf                               | Nieder-Waroldern              | Bauernstand (OJA Twiste)                    | |
| Johann Wilhelm Grebe                       | Massenhausen                  | Bauernstand (OJA Twiste)                    | |
| Heinrich Gröticke                          | Schmillinghausen              | Bauernstand (OJA Diemel)                    | Verstorben am 19. August 1829. Nachfolger wurde Heinrich Ernst Schnare |
| Johannes Haase                             | Rhoden                        | kleinere Städte                             | Ausgeschieden am 14. Februar 1829. Nachfolger wurde Samuel Bach |
| Wilhelm von Hanxleden                      | auf Gershausen                | Ritterschaft                                | |
| Johann Conrad Hentze                       | Waldeck                       | kleinere Städte                             | Eingetreten im Herbst 1828 als Nachfolger von Jacob Höhle. Ausgeschieden im Herbst 1829. Nachfolger wurde Jacob Höhle |
| Christian Höhle                            | Waldeck                       | kleinere Städte                             | Eingetreten am 15. Oktober 1830 für Jacob Höhle |
| Jacob Höhle                                | Waldeck                       | kleinere Städte                             | Ausgeschieden im Herbst 1828. Nachfolger wurde Conrad Henze. Eingetreten im Herbst 1829 für Conrad Henze. Ausgeschieden am 15. Oktober 1830. Nachfolger war Christian Höhle                                                                                       |
| Georg Friedrich Klapp                      | Mengeringhausen               | Bürgermeister                               | Eingetreten am 2. Januar 1829 für Christian Philipp Esau. Ausgeschieden im Herbst 1829. Nachfolger war Friedrich Ludwig Esau |
| Daniel Kraft                               | Altwildungen                  | kleinere Städte                             | Eingetreten am 10. Oktober 1830 für Jost Gleisner |
| Conrad Küthe                               | Landau                        | kleinere Städte                             | Trat Ende Dezember 1828 als Nachfolger von Wilhelm von Hadel ein. Schied im Herbst 1829 wieder aus. Sein Nachfolger trat erst nach dem 1830er Landtag ein |
| Friedrich von Leliwa                       | auf Freienhagen (Burggut)     | Ritterschaft                                | Landstand ab 1799 |
| Eduard Leonhardi                           | auf Mengeringhausen (Burggut) | Ritterschaft                                | trat 1830 für Johann Jacob Leonhardi ein |
| Friedrich Leonhardi                        | Mengeringhausen               | Stadtsekretär                               | |
| Johann Jacob Leonhardi                     | auf Mengeringhausen (Burggut) | Ritterschaft                                | Verstorben am 14. Mai 1803. Nachfolger war Eduard Leonhardi |
| Carl von Lüninck                           | auf Meingeringhausen          | Ritterschaft                                | |
| Adam Martin                                | Freienhagen                   | kleinere Städte                             | Im Herbst 1828 ausgeschieden. Nachfolger wurde Heinrich Göbel. Im Herbst 1829 als Nachfolge von Heinrich Göbel erneut eingetreten |
| Anton Mertens                              | Rhoden                        | kleinere Städte                             | Eingetreten am 25. Januar 1830 für Samuel Bach |
| Johann Daniel Michel                       | Bergheim                      | Bauernstand (OJA Werbe)                     | |
| Friedrich Mitze                            | Fürstenberg                   | kleinere Städte                             | Ausgeschieden am 5. Dezember 1828 Nachfolger war Christian Oberlies |
| August Müller                              | auf Cappel (Arolsen)          | Ritterschaft                                | als Vormund von Carl Speirmann |
| Philipp Müller                             | Niederwildungen               | Bürgermeister                               | Ausgeschieden am 17. Oktober 1829. Nachfolger wurde Wilhelm Schotte |
| Friedrich Wilhelm Muth                     | Niederwerbe                   | Bauernstand (OJA Werbe)                     | Eingetreten im Herbst 1830 als Nachfolger des 1827 verstorbenen Theodor Herwig |
| Christian Oberlies                         | Fürstenberg                   | kleinere Städte                             | Eingetreten am 5. Dezember 1828 für Friedrich Mitze |
| Carl von Padberg                           | auf Ottlar (Helmighausen)     | Ritterschaft                                | Verstorben am 11. August 1829. Nachfolger war Heinrich Stoecker als Vormund des minderjährigen Louis von Padtberg |
| Henrich Philipp Pohlmann                   | Rhenegge                      | Bauernstand (OJA Eisenberg)                 | |
| Jacob Rieder                               | Reinhardshausen               | Bauernstand (OJA Eder)                      | |
| Friedrich Rube                             | Korbach/Rhena                 | Ritterschaft                                | |
| Friedrich Schenck zu Schweinsberg          | auf Höhnscheid                | Ritterschaft                                | |
| Heinrich Ernst Schnare                     | Schmillinghausen              | Bauernstand (OJA Diemel)                    | Eingetreten am 26. Juni 1830 für Heinrich Gröticke |
| Daniel Schönewald                          | Züschen                       | kleinere Städte                             | |
| Wilhelm Schotte                            | Niederwildungen               | Bürgermeister                               | Eingetreten am 26. Juni 1830 für Philipp Müller |
| Daniel Schreiber                           | auf Lengefeld (Eilhausen)     | Ritterschaft                                | Landstand ab 1812 |
| Friedrich Schulze                          | Sachsenhausen                 | kleinere Städte                             | Ausgeschieden im Herbst 1828. Nachfolger wurde Wilhelm Ebersbach |
| Carl August Severin                        | auf Mengeringhausen (Freigut) | Ritterschaft                                | Landstand ab 1801. Aufgrund seiner wirtschaftlichen Lage (die später zum Konkurs führte) wurde rt nicht auf der Liste der Landstände geführt. Erst 1835 wurde mit Wilhelm Engelhard wieder ein Besitzer des ehemaligen Gaugrebenschen Gutes als Landstand geführt |
| Heinrich Stoecker                          | auf Ottlar (Helmighausen)     | Ritterschaft                                | Ab 26. Juni 1830 als Vormund des minderjährigen Louis von Padberg und Nachfolger von Carl von Padberg |
| Georg Wagener                              | auf Schloss Reckenberg        | Ritterschaft                                | |
| Philipp Waldeck                            | auf Alt-Wildungen (Burghof)   | Ritterschaft                                | |
| Reinhard Waldeck                           | Korbach                       | Stadtsekretär                               | Eingetreten am 6. Mai 1828 für den am 24. September 1827 verstorbenen Friedrich Rothe |
| Carl Weiß                                  | auf Goddelsheim I             | Ritterschaft                                | |
| Karl Wigand                                | Korbach                       | Bürgermeister / Bauernstand (OJA Eisenberg) | Ab 1828 zugleich Landstand als Bürgermeister der Stadt Korbach als auch gewählter Vertreter der Bauernschaft des OJA Eisenberg |
| Johann Philipp Zobel                       | Sachsenberg                   | kleinere Städte                             | |